# Alexis Ruano Delgado
Alexis Ruano Delgado (Málaga, 4 de agosto de 1985) é um futebolista espanhol que atua como zagueiro. Atualmente, joga pelo Al-Ahli.

## Carreira
Alexis começou a carreira no Málaga CF.

## Títulos
Valencia
- Copa do Rei: 2007–08

Besiktas
- Campeonato Turco: 2015–16

Alavés
- Vice Copa del Rey: 2016-2017.